# Она — мужчина
«Она — мужчина» (англ. She's the Man) — американский подростковый спортивный фильм в жанре романтической комедии 2006 года режиссёра Энди Фикмена с Амандой Байнс, Ченнингом Татумом, Лаурой Рэмси, Винни Джонсом и Дэвидом Кроссом в главных ролях, частично основанный на комедии Уильяма Шекспира «Двенадцатая ночь». Фильм рассказывает о подростке Виоле Гастингс, которая поступает в новую школу-интернат своего брата и притворяется мальчиком, чтобы играть в футбольной команде мальчиков.
Фильм имел умеренный коммерческий успех, заработав 57 200 000 долларов при бюджете 20 000 000 — 25 000 000 долларов. Фильм получил смешанные отзывы от критиков, но выступление Байнс в конечном итоге было высоко оценено.

## Слоганы
- «It’s time to settle the score». («Время свести счёты»)
- «У каждого свой скелет в шкафу…»
- «If you wanna chase your dream, sometimes you gotta break the rules». («Если хочешь осуществить свою мечту, иногда надо нарушать правила»)
- «Дюку нравится Оливия, влюбившаяся в Себастьяна, который на самом деле Виола, чей брат встречается с Моник, ненавидящей Оливию за то, что та крутит с Дюком, чтобы заставить ревновать Себастьяна, который на самом деле Виола, втюрившаяся в Дюка, принимающего её за парня…» («Everybody has a secret… Duke wants Olivia who likes Sebastian who is really Viola whose brother is dating Monique so she hates Olivia who’s with Duke to make Sebastian jealous who is really Viola who’s crushing on Duke who thinks she’s a guy…»)

## Сюжет
Виола и Себастьян Гастингс — старшеклассники-близнецы. Их родители в разводе, дети живут то у отца, то у матери. Себастьян — поэт и музыкант, мечтает пробиться на сцену со своей группой. Из-за постоянных прогулов его отчислили из школы и теперь он должен продолжить обучение в Иллирии. Но вместо того, чтобы явиться вовремя в новую школу, Себастьян с группой уезжает в Лондон на фестиваль; он просит сестру «прикрыть» его, позвонив в школу от имени родителей.
Мать хочет видеть Виолу блистающей на ежегодном «балу дебютанток», подбирает ей платья, в то время как девушка больше всего на свете любит играть в футбол. Виола — капитан школьной женской футбольной команды и полна решимости победить в предстоящих соревнованиях, но женскую команду из-за малочисленности не допускают на турнир, а тренер мужской команды категорически отказывается включать девушек в состав. К негодованию Виолы, с тренером соглашается её парень Джастин, капитан мужской команды Корнуэлла. Он тоже считает, что футбол — не женское занятие. Результатом становится разрыв отношений.
Виола решает, выдав себя за Себастьяна, поступить в Иллирию, войти в футбольную команду и победить команду Корнуэлла в матче, который состоится через две недели. С помощью друга, стилиста Пола, Виола преображается в парня, возможно, несколько странноватого, но вполне убедительного, и отправляется в Иллирию, сказав матери, что поживёт у отца. В общежитии её соседом по комнате становится Дюк Орсино — звезда местной футбольной команды. Ребята не очень тепло принимают мнимого Себастьяна, а тренер определяет новичка во второй состав — возможности появиться на поле не предвидится. К тому же директор школы Голд проявляет к новичку повышенный интерес. В некоторые моменты Виола оказывается на волосок от провала, но её спасает то, что никому не приходит в голову заподозрить правду.
Виола знакомится с красавицей Оливией, которая вскоре влюбляется в «Себастьяна», покорённая его нетипичной для парней свободной манерой общения и восхищённая стихами (листок со стихами Себастьяна случайно попал ей на глаза). Внимание Оливии, а также небольшой спектакль в пиццерии, устроенный Полом и подружками Виолы, создаёт Себастьяну славу покорителя женских сердец. В результате Дюк, влюблённый в Оливию, но не решающийся признаться, просит Виолу уговорить Оливию с ним встречаться, взамен предлагая натренировать «Себастьяна», чтобы он попал в основной состав. А другой воздыхатель Оливии, Малькольм, смекнув, что Оливия «втрескалась» в Себастьяна, начинает слежку, в надежде найти компромат на Себастьяна. Между тем сама Виола всё больше внимания обращает на Дюка.
Мать напоминает, что Себастьян и Виола должны присутствовать на карнавале. Туда также приходят Дюк, Оливия и Джастин. Виола в смятении — она должна одновременно быть собой и изображать брата. Дюк в аттракционе «будка поцелуев» пытается подгадать очередь, чтобы поцеловаться с Оливией, но в результате целуется с Виолой. Увидев это, Джастин, ревнуя бывшую подружку, затевает драку. Одновременно Виоле в образе Себастьяна приходится бегать от Моник — бывшей девушки Себастьяна, с которой тот расстался перед поездкой в Лондон.
Дюк с Виолой постоянно общаются, и Виоле всё сложней скрывать свои чувства к нему, что становится причиной многих забавных ситуаций. Девушка в облике Себастьяна пытается уговорить Дюка пригласить на свидание «свою сестру». Подруга Оливии предлагает девушке верный способ — заставить ревновать Себастьяна, пригласив Дюка на двойное свидание с Себастьяном и Юнис. Тем временем, настоящий Себастьян возвращается из Лондона и пытается отшить Моник. Виола по просьбе матери приходит на вечер-инструкцию для юных дебютанток. Там она встречает Оливию и Моник — девочки устраивают в туалете драку из-за Себастьяна, а Виола узнаёт, что Оливия в неё (то есть в Себастьяна) влюбилась. Тем же вечером Оливия признаётся настоящему Себастьяну, приехавшему в Иллирию, в любви. Эту сцену видит Дюк; он решает, что Себастьян воспользовался его откровенностью, чтобы отбить девушку.
Моник и Малькольм догадываются обо всём и решают разоблачить Виолу на завтрашнем матче. Обиженный Дюк отказывается общаться с «Себастьяном», в результате Виола засыпает в чужой комнате и опаздывает на матч. Настоящего Себастьяна, успевшего поселиться в общежитие, будят и отправляют играть, в результате он, ничего не понимая, выходит на первый тайм матча с Корнуэллом. Поэтому, когда Малькольм в сопровождении Голда появляются на поле и заявляют, что Себастьян — девушка, он наглядно опровергает их разоблачение. На второй тайм выходит Виола. В перерыве, поговорив с братом, она узнаёт о поцелуе Себастьяна с Оливией и понимает, что видел и на что обиделся Дюк. На поле, увидев, что Дюк её демонстративно игнорирует, Виола признаётся в подмене и объясняет, что произошло. Несмотря на разоблачение, Виоле дают возможность доиграть матч, в итоге после назначенного пенальти она забивает решающий гол, и команда Иллирии выигрывает.
На балу дебютанток Виола мирится с Дюком, который был в обиде за обман с переодеванием.

## В ролях
| Актёр                 | Роль                                              |
| --------------------- | ------------------------------------------------- |
| Аманда Байнс          | Виола / Себастиан Гастингс                        |
| Ченнинг Татум         | Дюк Орсино (влюблён в Оливию)                     |
| Лаура Рэмси           | Оливия Леннокс (первая красавица школы)           |
| Роберт Хоффман        | Джастин Дрэйтон (бывший парень Виолы)             |
| Джонатан Садовский    | стилист Пол Антонио (друг Виолы)                  |
| Александра Брекенридж | Моник Валэнтайн (бывшая подружка Себастиана)      |
| Эмили Перкинс         | Юнис Бэйтс                                        |
| Джеймс Кирк           | настоящий Себастиан Гастингс (брат-близнец Виолы) |
| Дэвид Кросс           | директор Горацио Голд                             |
| Аманда Крю            | Киа (подруга Виолы)                               |
| Джессика Лукас        | Ивонн (подруга Виолы)                             |
| Брэндон Джей МакЛарен | Тоби (друг Дюка)                                  |
| Клифтон МаКейб Мюррей | Эндрю (друг Дюка)                                 |
| Джеймс Снайдер        | Малькольм Фест                                    |
| Винни Джонс           | тренер Динклэйдж                                  |
| Джули Хагерти         | Дафни (мать Виолы и Себастиана)                   |

## Производство

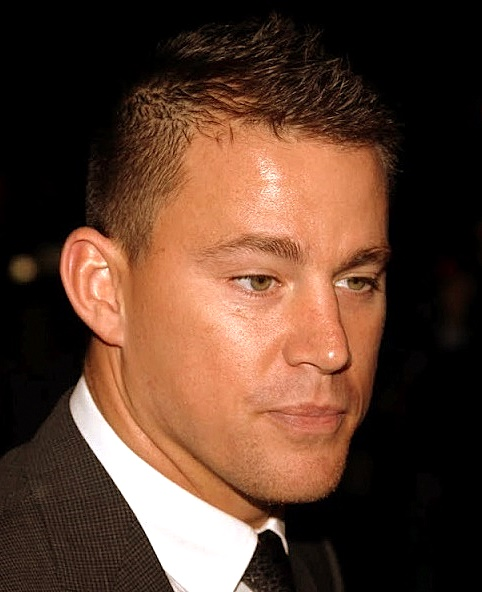
Ченнинг Татум снялся в фильме по настоянию Байнс, которая чувствовала, что он будет идеальным в этой роли.

Основанный на комедии Уильяма Шекспира «Двенадцатая ночь», фильм снят Энди Фикменом, продюсером выступили Лорен Шулер Доннер, Том Розенберг и Гэри Лучези, а сценарий написали Карен Маккаллах Луц и Кристен Смит.
Аманда Байнс и Ченнинг Татум были выбраны соответственно на главные роли Виолы Гастингс и Дюка Орсино; Татум был выбран по настоянию Байнс, так как она чувствовала, что его хорошо воспримут зрители. Она рассказала журналу «Paper» в 2018 году, что «я полностью боролась за то, чтобы Ченнинг [снялся] в этом фильме, потому что он ещё не был знаменит», — сказала она. «Он только что снял рекламу Mountain Dew, и я подумала: «Этот парень — звезда — все девушки полюбят его!» Но [продюсеры] говорили: «Он намного старше всех вас!» И я подумала: «Это не имеет значения! Поверьте мне!»».
Чтобы подготовиться к роли, так как она впервые играла роль противоположного пола, Байнс и Фикмен наблюдали за мужчинами в торговом центре. В интервью MSN в 2006 году она сказала, что ей было трудно сыграть роль, заявив, что она чувствовала себя в роли «неловко»; позже она высоко оценила этот опыт, сказав: «Это было трудно, но я сделала это, и я сделала что-то, что было нелегко для меня, так что это был очищающий опыт, и мне было очень приятно вытащить это из себя . Однако в интервью «Paper» в 2018 году Байнс призналась, что её роль в фильме в конечном итоге оказала негативное влияние на её психическое здоровье. «Когда вышел фильм, и я увидела его, я впала в глубокую депрессию на четыре-шесть месяцев, потому что мне не нравилось, как я выглядела, когда я была мальчиком», — сказала Байнс. Видеть себя на экране с короткими волосами, густыми бровями и бакенбардами было «странным и внетелесным опытом».
Ни Байнс, ни Татум не умели играть в футбол до съёмок, поэтому они играли в спорт часами каждый день, чтобы подготовиться к роли. В сцене в ванной комнате в фильме, где происходит драка между персонажами Байнс и актрисами Лаурой Рэмси и Александрой Брекенридж, некоторые из выполненных трюков были выполнены самими актёрами. Фикмен заявил в закулисном фильме, что «Как бы у нас там ни были три замечательные каскадёрские актрисы, когда вы видите вырезку фильма, многие наши девушки дерутся друг с другом».

## Фильм и пьеса
Сюжет фильма представляет собой очень вольную, перенесённую в наши дни адаптацию пьесы Уильяма Шекспира «Двенадцатая ночь», о чём говорится в титрах фильма. Идея пришла сценаристу и продюсеру Ивэну Лесли после того как он посмотрел пьесу «Двенадцатая ночь» поставленную Сэмом Мендесом в лондонском театре «Donmar Warehouse» с Эмили Уотсон в главной роли. При написании сценария роль Виолы была сразу предназначена Аманде Байнс.
Фильм содержит множество отсылок к оригинальной пьесе:
- Школа, в которой учатся главные герои, называется Иллирия по названию страны, где происходит действие пьесы Шекспира.
- Персонаж Дьюка основан на персонаже пьесы герцоге Орсино (по-английски имя Duke буквально переводится как «герцог»).
- В первый день Виолы в Иллирии можно заметить афишу школьной постановки, под названием «What you Will». Это также альтернативное название пьесы Шекспира «Двенадцатая ночь».
- Друзей Дюка в фильме зовут Тоби и Эндрю. В пьесе Тоби — это дядя Оливии, а Эндрю — один из её поклонников.
- И в пьесе, и в фильме Виола и Себастьян — близнецы.
- Можно найти много параллелей между Малькольмом и Мальволио, распорядителем Оливии в пьесе.
- В пьеве капитан Антонио — друг Себастьяна, в фильме Пол Антонио — друг Виолы.
- В фильме Мария — подруга Оливии, а в пьесе так зовут её горничную.
- Паук-тарантул Малкольма, к которому он обращается в своём монологе, был назван Мальволио, по имени одного из персонажей пьесы.
- Уильям Шекспир родился и вырос в городке Стратфорд-на-Эйвоне (Stratford-upon-Avon). В фильме так называется загородный клуб: «Stratford Country Club».
- В одной из сцен фильма Дюк произносит слова: «Одни рождаются великими, другие достигают величия, к третьим оно нисходит» («Some are born great, some achieve greatness, and some have greatness thrust upon them»). Это отрывок из письма, которое читает Мальволио в пьесе.

Два существенных сюжетных отличия:
- В пьесе Виола переодевается в мужчину, чтобы найти работу.
- В пьесе Виола изображает не своего брата, а просто мужчину, называя себя Цесарио. В фильме «Цесарио» — название ресторана, где происходит несколько ключевых сцен.

## Музыка
| 1. Invincible в исполнении OK Go (3:30) 2. The School Cut Our Team в исполнении Nathang Wang (0:42) 3. Somebody в исполнении Slightly Stoopid (2:58) 4. 4Ever в исполнении The Veronicas (3:33) 5. Talking To Your Brother в исполнении Nathang Wang (0:43) 6. Let Go в исполнении Dave Lichens (3:23) 7. Wrong the Right в исполнении The F-Ups (2:46) 8. Good Girl, Bad Boy в исполнении Junior Senior (2:41) 9. She IS The Man в исполнении Nathang Wang (0:47) 10. Spun в исполнении Flipsyde (3:58) 11. Side 2 в исполнении Dressy Bessy (3:01) 12. Treat You As An Equal& в исполнении Nathang Wang (0:46) 13. Wasteland в исполнении Matt White (4:21) 14. Kissing Booth Makeout в исполнении Nathang Wang (0:45) 15. Put It Down в исполнении Spiderbait (2:43) 16. Inda в исполнении The Ken Oak Band (1:28) 17. Runway Kiss в исполнении Nathang Wang (0:51) 18. Love is All Around в исполнении The Tea Queens (0:58) | - Move Along в исполнении The All-American Rejects - Dirty Little Secret в исполнении The All-American Rejects - Jump Up (If You Feel Alright) в исполнении Da Beat Bros. - No Sleep Tonight в исполнении The Faders - Hold You in My Arms в исполнении Ray LaMontagne - Ooh La La в исполнении Goldfrapp - International в исполнении Chali 2na - Hey Sexy Lady в исполнении Shaggy и Brian Tony Gold - Love в исполнении Matt White - Barbie Girl в исполнении Aqua - Love and Memories в исполнении O.A.R. - Waltz: Roses from the South в исполнении The Royal Philharmonic Orchestra - Peer Gynt Suite No. 1. Anitra’s Dance в исполнении The Royal Philharmonic Orchestra - Carmen Suite No. 1. Les Toreadors в исполнении The Royal Philharmonic Orchestra |

## Фильм на DVD и Blu-ray
| Издание      | Параметры                                                                                   | Дата выпуска      | Звук | Субтитры   | Дополнения |
| ------------ | ------------------------------------------------------------------------------------------- | ----------------- | --- | ---------- | --- |
| Американское | цветной Регион 1 1.85:1                                                                     | 27 июня 2006 года | Английский — Dolby Digital 5.1 Английский — Dolby Digital 2.0 Surround Французский — Dolby Digital 5.1 Испанский — Dolby Digital 2.0 Surround | Английские | Комментарии режиссёра и актёрского состава; Удалённые сцены; Смешные моменты со съёмочной площадки; Pop-Up Trivia. |
| Американское | цветной Регион 1 1.78:1                                                                     | 7 августа 2007    | |            | |
| Советское    | цветной двухслойный Регион 5 (DVD9) 1.78:1 (16:9). — широкоэкранная анаморфированная версия | 4 июля 2006 года  | Русский дубляж — Dolby Digital 5.1 Русский дубляж — DTS Surround Английский — Dolby Digital 5.1                                               | Русские    | Интервью с Амандой Байнс, Ченнингом Татумом, Лорой Рэмси и др.;                                                    |

К 15-летию фильма Paramount впервые выпустила фильм на Blu-ray 2 марта 2021 года.

## Реакция

### Кассовые сборы
Фильм стартовал на 4-м месте в североамериканском прокате, заработав 10 700 000 долларов в первый уик-энд. Его бюджет составлял примерно 20 000 000- 25 000 000 миллионов долларов, а фильм заработал 33 687 630 долларов внутри страны с общими сборами 57 200 000 долларов по всему миру.

### Критика

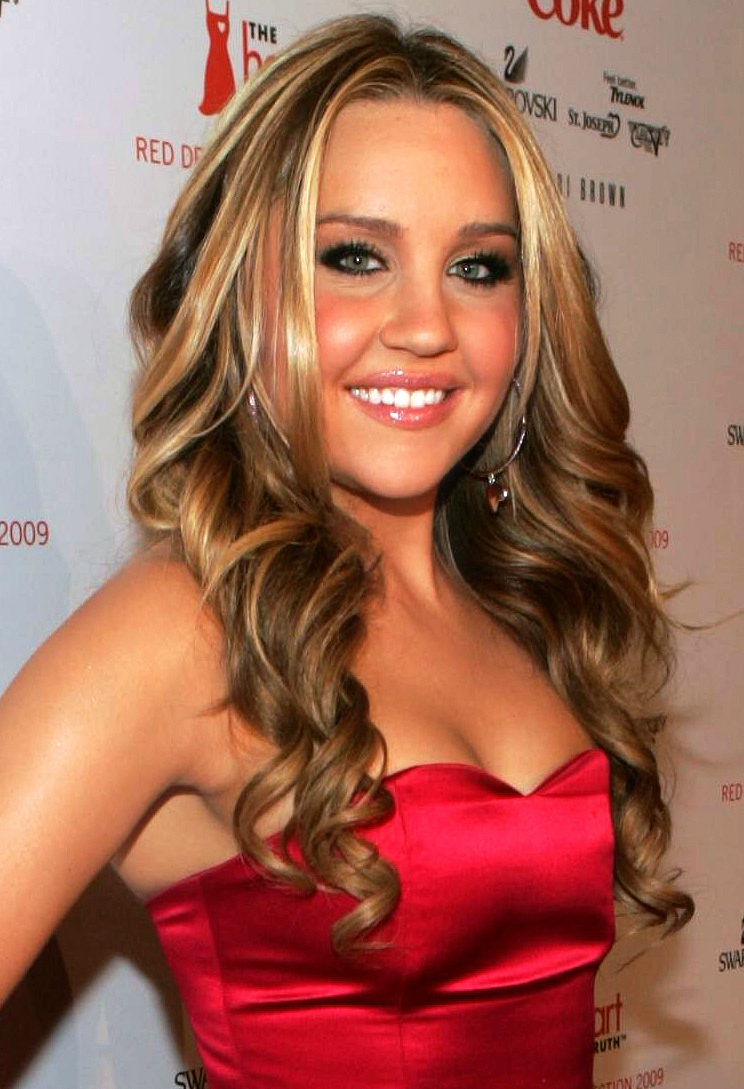
Выступление Байнс было высоко оценено критиками, и она выиграла премию Nickelodeon Kids’ Choice Award; это часто считалось её фирменной ролью в кино.

На «Rotten Tomatoes» фильм имеет рейтинг 43% на основе 113 отзывов со средней оценкой 5,10 из 10. Консенсус сайта гласит: «Остроумие Шекспира теряется в переводе с широкой пощёчиной «Она — мужчина», предсказуемыми шутками и неубедительной сюжетной линией». «Metacritic» дал фильму оценку 45 из 100 на основе отзывов 28 критиков, что указывает на «смешанные или средние отзывы». Зрители, опрошенные «CinemaScore», дали фильму оценку «B+» по шкале от «A+» до «F».
Роджер Эберт из «Chicago Sun-Times» написал: «… Аманда Байнс, позвольте нам сказать, что она солнечная и отважная и каким-то образом находит способ сыграть свою невозможную роль, не очищая горло более шести или восьми раз. Что ещё более важно, она нам нравится». В статье для «San Francisco Chronicle» критик Рут Стайн написала: «Байнс демонстрирует талант к комедии, особенно когда Виола изучает парней, идущих по улице, и имитирует их походку и манеры. Байнс использует своё эластичное лицо, чтобы показать каждую мысль Виолы, которая делает переход и делает всё возможное, чтобы сделать это… Она не выиграет «Оскар» за роль мальчика, как это сделала Хилари Суэнк [в фильме «Парни не плачут»]; но Байнс делает гораздо более убедительно, чем Барбра Стрейзанд в «Йентл»».
«Refinery29» написал в отзыве, восхваляя Байнс как Виолу, так и Себастьяна, написав: «Как Виола, Байнс уверена в себе и очаровательна, похожая на Дженнифер Лоуренс, которая с радостью вручит вам тампон в ванной комнате, если она ещё не использует его, чтобы остановить кровотечение из носа. Как Себастьян, она источает необъяснимую форму неловкой харизмы, выплёвывающую идеальную линейную доставку после идеальной доставки линии, её выражение лица работает сверхурочно, чтобы прибить смех. Это остаётся одним из её лучших, самых сложных выступлений».
Критика была вызвана кастингом Татума. Роджер Эберт написал: «Татуму 26 лет, он немного стар, чтобы играть старшеклассника…». Нил Смит из BBCi заявил, что «Байнс с удовольствием справляется со своей ролью, в то время как Татум недооценивает её до поразительного эффекта».

### Награды и номинации
| Год  | Премия              | Категория                  | Получатели                   | Результат | Ref.   |
| ---- | ------------------- | -------------------------- | ---------------------------- | --------- | ------ |
| 2006 | Teen Choice Awards  | Выбор фильма: Комедия      | »Она — мужчина»              | Победа    | [ 17 ] |
| 2006 | Teen Choice Awards  | Выбор киноактёра: Прорыв   | Ченнинг Татум                | Победа    | [ 17 ] |
| 2006 | Teen Choice Awards  | Выбор фильма: Liplock      | Ченнинг Татум и Аманда Байнс | Номинация | [ 17 ] |
| 2006 | Kids’ Choice Awards | Любимая женщина-кинозвезда | Аманда Байнс                 | Победа    |        |